# Ferrari F12berlinetta
La Ferrari F12berlinetta è un'automobile gran turismo ad alte prestazioni prodotta dalla casa automobilistica italiana Ferrari dal 2012 al 2017. Al momento della sua presentazione è stata definita dalla casa produttrice la vettura stradale, prodotta in serie, più potente e prestazionale realizzata dalla Ferrari. Nel 2014 viene premiata con il XXIII premio Compasso d'oro ADI.

## Il contesto
La sua presentazione al pubblico è avvenuta sul web il 29 febbraio 2012, ma la sua presentazione "dal vivo" risale al Salone dell'automobile di Ginevra dello stesso anno. A pochi clienti, su invito, la vettura è stata presentata privatamente pochi giorni prima della sua presentazione virtuale. Costituisce il primo modello della nuova generazione di berlinette Ferrari con motore a 12 cilindri.

## Descrizione
Si tratta di un'autovettura con carrozzeria di tipo berlinetta ma caratterizzata da un ampio portellone posteriore; fa parte della famiglia delle Ferrari V12, a schema "classico": motore anteriore e trazione posteriore.

### Estetica
Da un punto di vista estetico: stile, scelta dei volumi ed ergonomia, il modello di punta di casa Ferrari (della produzione in serie non limitata) è una vettura dalla filosofia ibrida: "bipolare" se vista da un punto di vista classico; "fedele evoluzione" di una berlinetta se la si analizza in relazione alle nuove necessità del mercato. 

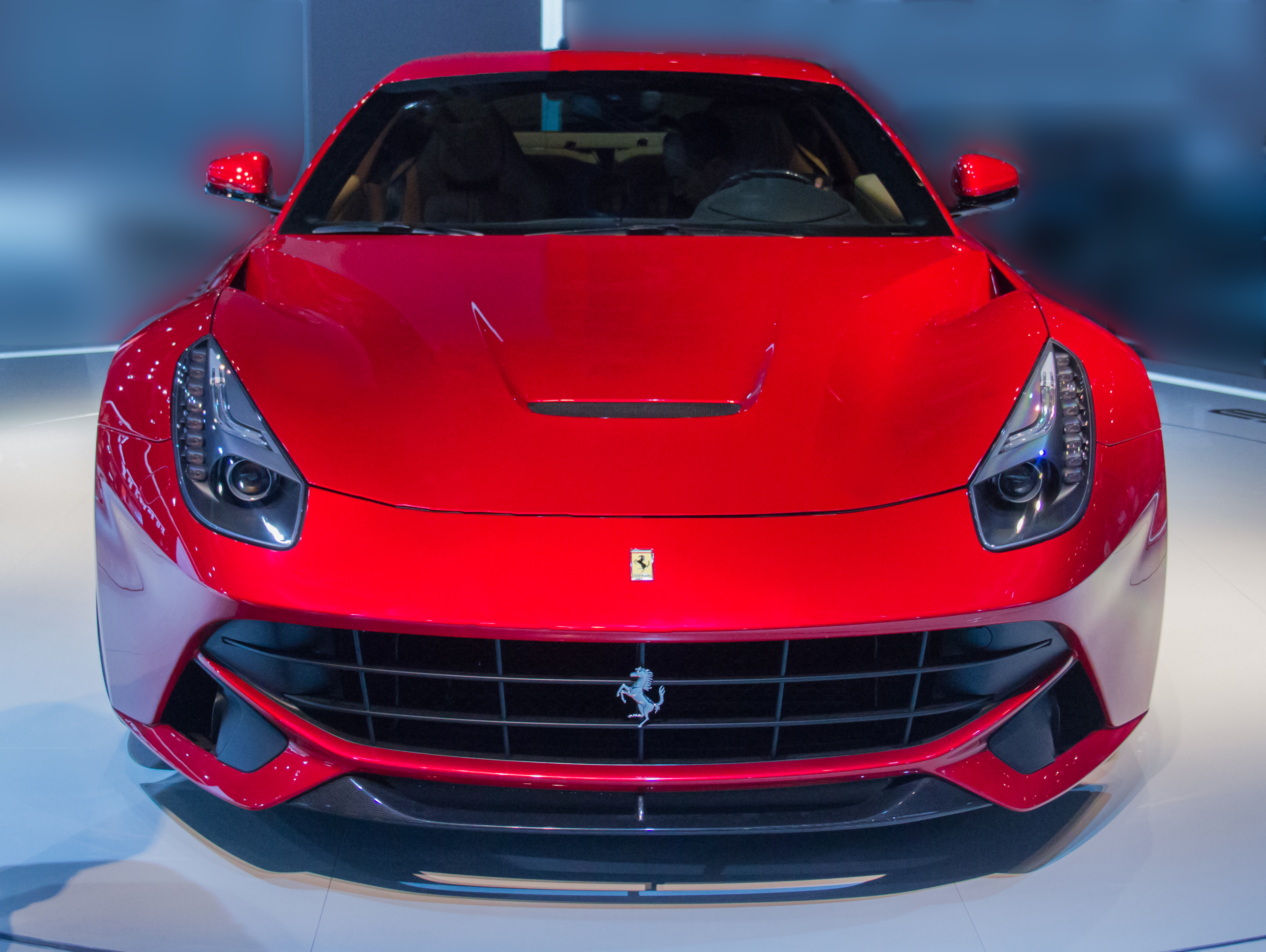
Primo piano dell'anteriore; notare ai lati della griglia frontale le prese d'aria dei freni ad apertura e chiusura attiva

La F12, infatti, unisce al carattere da sportiva pura (estremo nella potenza e nel comportamento stradale) con schema classico, un corpo da gran turismo; in questo modo, pur avendo due posti secchi, è caratterizzata da un'abitabilità, praticità e comfort che la avvicinano anche ad utilizzi più convenzionali. Questa bipolarità fra motore ed ergonomia viene appiattita se si analizza l'estetica della vettura da un punto di vista puramente stilistico: ogni singolo elemento di stile, di aerodinamica e di tecnica è esclusivamente orientato all'estrema sportività. Il risultato è quindi un corpo filante, con elementi aerodinamici importanti che fanno intuire la reale natura della vettura. Le prese anteriori e gli sfoghi d'aria sono di dimensioni molto grandi (se le si rapportano per esempio a quelli della 458 Italia/488 GTB, che è una berlinetta classica dalla linea più affusolata, leggera e sportiva, ma dotata di un motore decisamente meno potente). Questa mescolanza di elementi aerodinamici importanti su un corpo da gran turismo aiutano a capire molto il concetto estetico applicato al veicolo e come i campi dell'ergonomia e dell'usabilità si possono fondere su una vettura estremamente potente senza andare in conflitto con il carattere della stessa.
Lateralmente la vettura evidenzia un padiglione arretrato con un lungo cofano motore e la quasi totale assenza di un terzo volume posteriore. Vista posteriormente la troncatura della coda è evidenziata da un elemento aerodinamico, ben marcato, dalla linea originale che diventa distintivo per la vettura e funge sia da spoiler posteriore sia, in parte, da estrattore. Al suo interno sono inglobati i gruppi ottici posteriori, che a differenza degli altri modelli della casa sono completamente incastonati nel corpo vettura. In questo modo il posteriore perde fluidità nelle linee (non sembra più che la carrozzeria sia liquida e da essa escano le luci posteriori), mancanza voluta per evidenziare ancora di più la troncatura, netta e sicura della coda, che dona all'intero corpo ancora più solidità e sportività.

## Caratteristiche tecniche

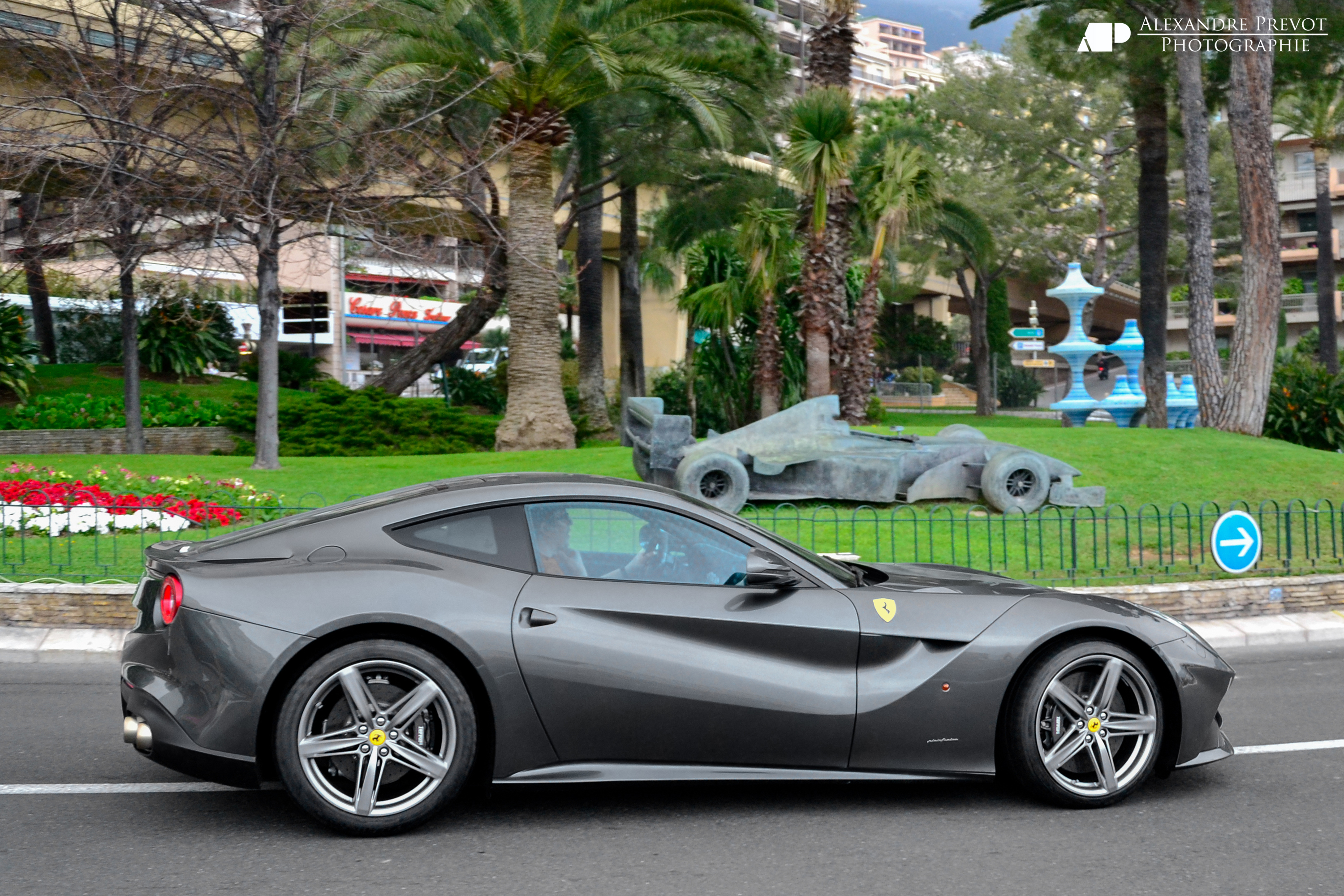
Profilo laterale della vettura; notare la fiancata solcata dall'Aero Bridge che incrementa il carico aerodinamico sull'avantreno

La F12berlinetta è dotata di un motore a iniezione diretta a ciclo Otto, aspirato e con un frazionamento 12 cilindri a V, formando un angolo di 65° fra le due bancate; la cilindrata è di 6.262 cm³. Questo propulsore (denominato F140 FC) è l'evoluzione di quello già presente sulla Ferrari 599 e sulla Ferrari Enzo: eroga una potenza massima di 740 CV a 8250 giri al minuto, il che la rese la Ferrari stradale di serie più potente mai realizzata (fino alla presentazione della Ferrari LaFerrari); il rapporto di compressione è di 13,5:1, la potenza specifica è di 118 CV/litro, la coppia motrice raggiunge un picco massimo di 690 Nm a 6000 giri/min e l'80% di questo valore è disponibile già a 2500 a giri/min. Il rapporto peso/potenza è di 2,0 kg/CV.
I risultati ottenuti da Ferrari sulla F12berlinetta sono dovuti a molteplici innovazioni: il sottobasamento è stato completamente riprogettato, permettendo un baricentro di 25 mm più basso rispetto alla 599 GTB; una nuova centralina per la gestione del motore introduce la tecnologia multispark, che consente di generare in successione tre scintille di intensità e durata diversa, aumentando la potenza e riducendo i consumi; sono stati ridotti gli attriti, le contropressioni di scarico e depressioni di aspirazione (sono stati introdotti dei risuonatori all'impianto di aspirazione per migliorare l'efficienza volumetrica); il telaio spaceframe è realizzato in 12 diverse leghe di alluminio (2 in più rispetto alla 599 GTB), portando ad un incremento del 20% della rigidezza torsionale e un contenimento del peso di 50 kg rispetto al modello precedente.
Migliorata anche l'aerodinamica, che rispetto alle 599 GTB vede un aumento del 76% della deportanza (123 kg a 200 km/h) e un valore di efficienza raddoppiato, con un cx di 0,299. Una caratteristica particolare è l'Aero Bridge, un canale che solca lateralmente la carrozzeria che va dal cofano anteriore, attraversa i parafanghi e si estende fin lungo le portiere, con la funzione di incrementare il carico aerodinamico nella zona anteriore del veicolo. Un'altra peculiarità sono i condotti di raffreddamento anteriori attivi, che si aprono dirigendo in entrata l'aria per refrigerare i freni sull'avantreno solo quando essi hanno una temperatura che ne infici l'utilizzo, mantenendoli chiusi quando non serve per ridurre la resistenza aerodinamica.

## Versioni extra serie

### F12 TRS

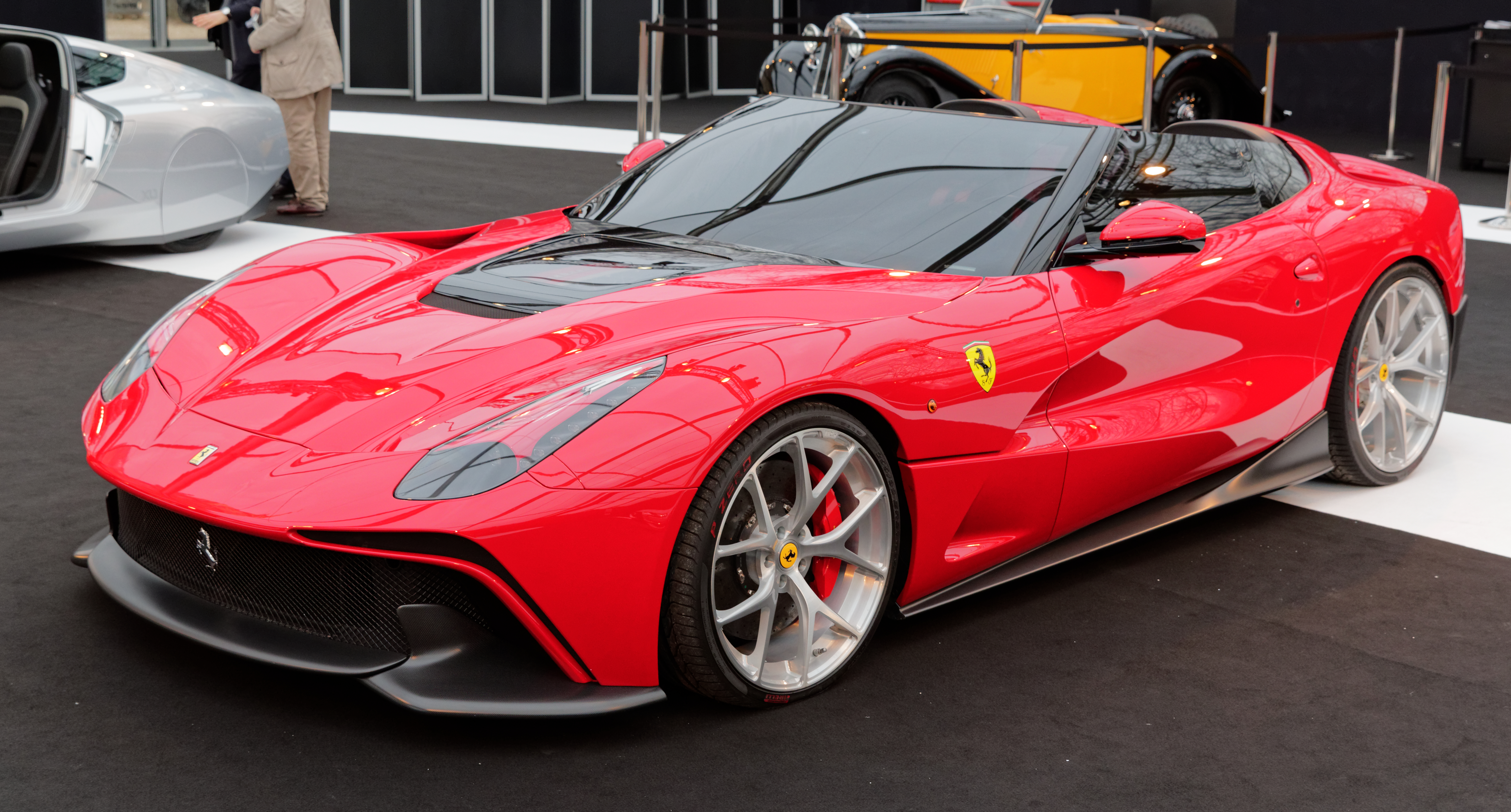
La barchetta F12 TRS.

La divisione "Special Project" della Ferrari ha realizzato nel 2014 una one-off denominata F12 TRS. Curata dal Centro Stile della casa di Maranello, è stata costruita ispirandosi alla 250 Testa Rossa del 1957, di cui tale esemplare unico vuole essere una rielaborazione in chiave moderna. La F12 TRS si presenta come una barchetta ad alte prestazioni; meccanicamente invariata rispetto al modello d'origine, concentra le sue innovazioni nella carrozzeria e negli interni. La vettura è stata realizzata su commissione da parte di un ricco collezionista per 4,4 milioni di dollari.
Nel novembre 2014 una F12 TRS nera è stata avvistata in Spagna durante una sessione di test privati al Circuito Monteblanco. Si tratta di un prototipo in via di sviluppo della seconda F12 TRS.
Nel giugno 2015 è stata presentata una seconda F12 TRS caratterizzata da una verniciatura grigio-cromo e da una serie di aggiornamenti a fanali, paraurti anteriore, specchietti e diffusore posteriore.

### SP America
Nell'estate 2014 sono apparse in rete diverse immagini di una one-off basata sulla F12 denominata SP America. L'auto è stata commissionata dalla divisione Special Projects dal CEO di Wegmans, Danny Wegman, e trae ispirazione dalla 250 GTO, con le caratteristiche tre aperture orizzontali sul cofano, una reinterpretazione del triplice sfogo d'aria nelle fiancata e un posteriore con spoiler "a coda d'anatra" come l'originale GTO. Lo spoiler è mobile e non integrato nel cofano posteriore, con delle strutture di supporto. A livello meccanico invece non presenta modifiche, conservando inalterato il V12 da 740 cavalli.

### F60America

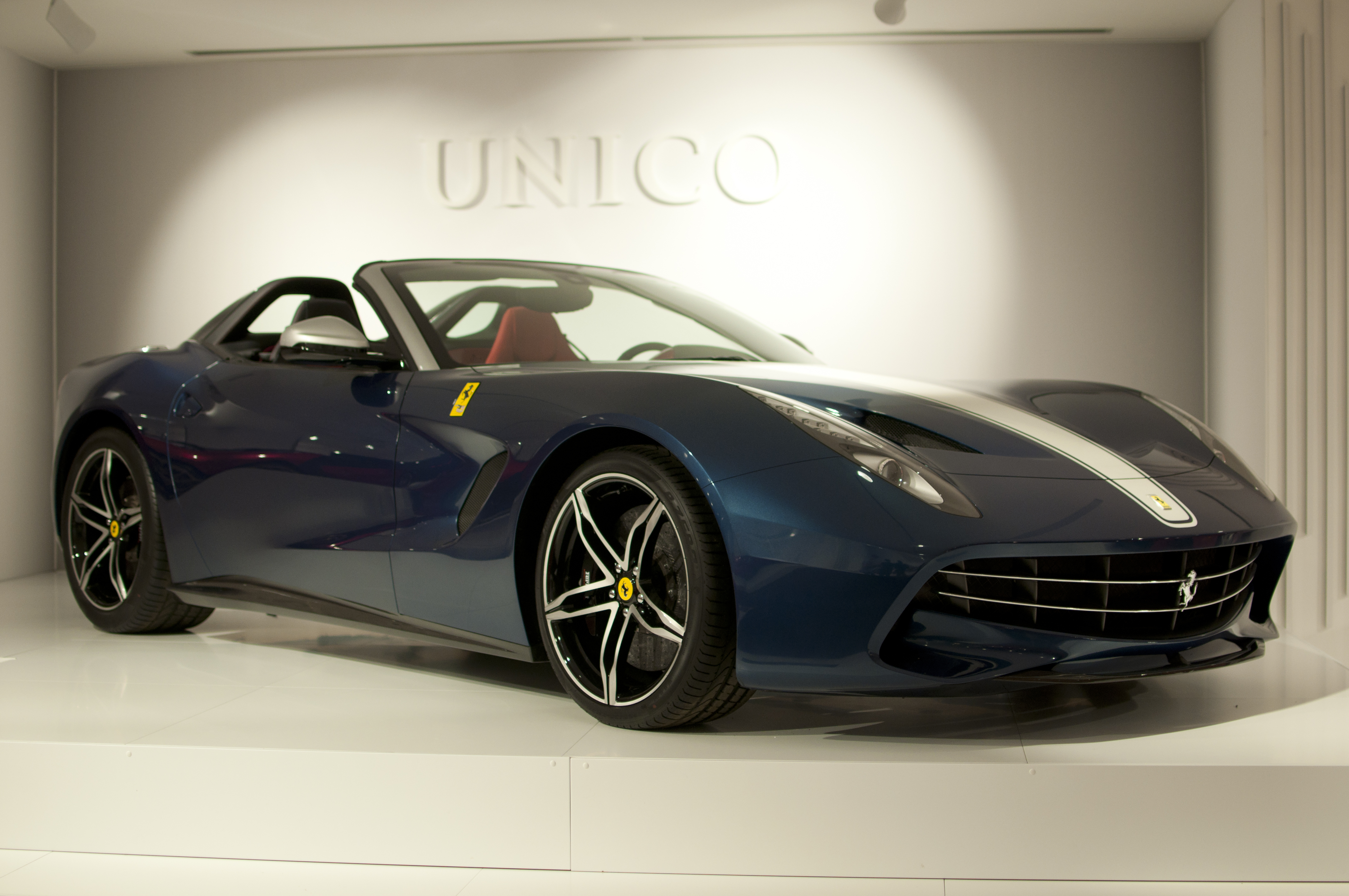
Ferrari F60 America al Museo Ferrari di Maranello

Per festeggiare i suoi primi sessant'anni in America, la Ferrari ha presentato nell'ottobre 2014, una versione in serie limitata di soli 10 esemplari. La F60America è stata  presentata insieme ad altre 59 vetture storiche di Maranello presso Beverly Hills. Al momento della sua presentazione tutti e 10 gli esemplari erano stati venduti ad un prezzo di circa 10 volte superiore a quello del modello di serie (circa 2,5 milioni di euro l'una). La vettura, prima della sua presentazione era conosciuta con il nome Blue Nart. Dieci erano le Spider 275 GTS4 NART del 1967 versione aperta della 275GTB4) ordinate specificatamente per l'america da Luigi Chinetti, per la sua scuderia fondata nel 1958. North American Racing Team (NART) era la scuderia che vinse nel 1964 il mondiale con John Surtees.
Completamente rivista nella carrozzeria, la F60America è una spider con capote in tessuto utilizzabile esclusivamente in situazioni di emergenza (con la capote la velocità è limitata a 120 km/h). La meccanica non è stata modificata.

### Touring Berlinetta Lusso

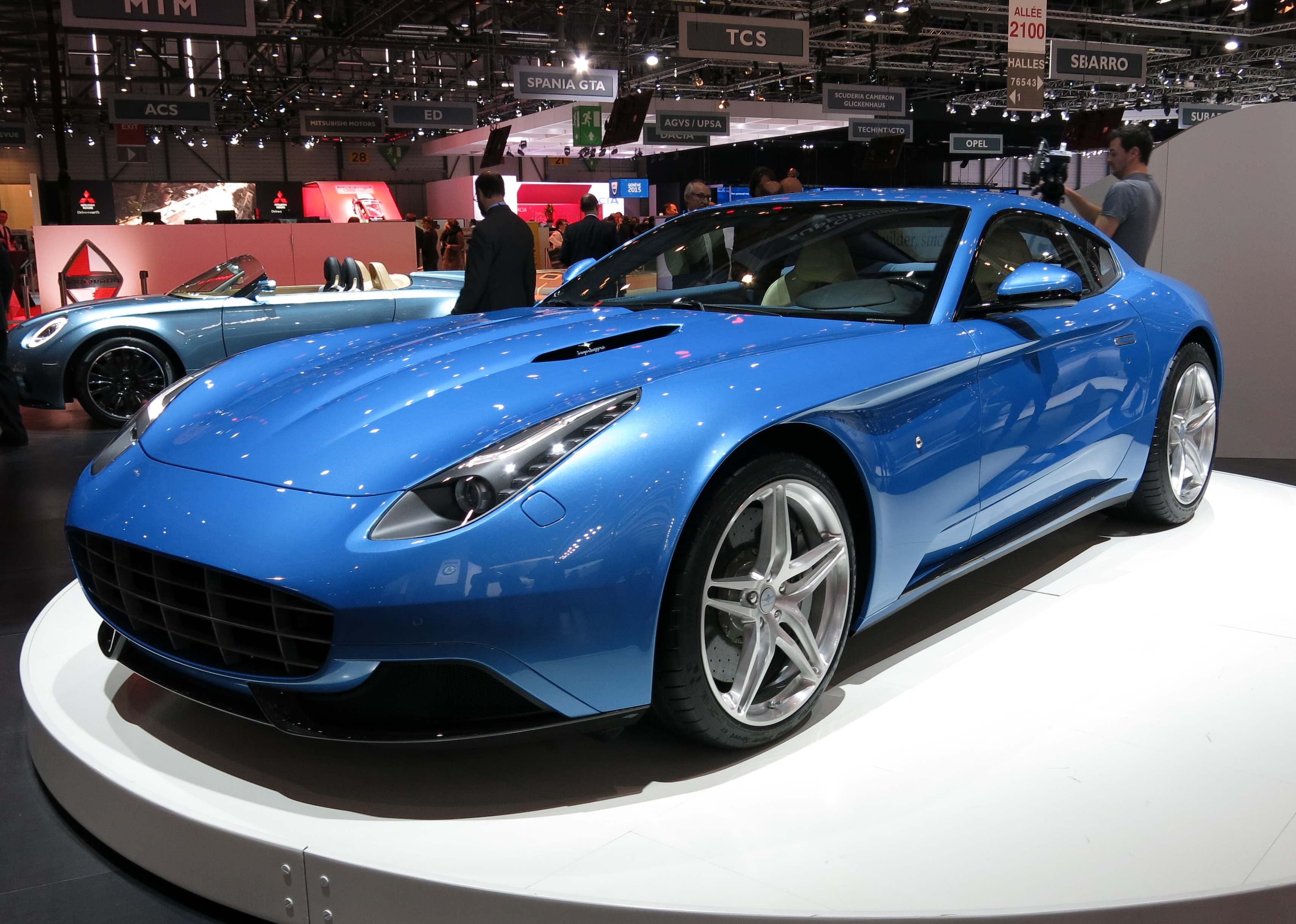
La F12berlinetta della Carrozzeria Touring.

Nel febbraio 2015 la Carrozzeria Touring presenta una propria interpretazione della V12 Ferrari che viene denominata: Berlinetta Lusso. Si tratta di una F12berlinetta con carrozzeria dedicata e meccanica invariata. La carrozzeria italiana ridisegna il corpo rendendolo più classico (puntando unicamente su eleganza e discrezione) e marcando un terzo volume posteriore con lo spirito di ritornare alle origini del concetto di gran turismo. La carrozzeria Touring, che aveva già collaborato con Ferrari nel 1948 per la realizzazione della Ferrari 166MM Berlinetta Touring, ha realizzato lo stile in solitaria, senza prendere accordi con la Ferrari, e quindi la vettura, al momento della presentazione, non portava sul cofano alcun marchio.

### Ferrari F12berlinetta SG50 Edition
La Ferrari F12berlinetta SG50 Edition è una vettura one-off realizzata per celebrare i 50 anni di indipendenza di Singapore.

### F12tdf

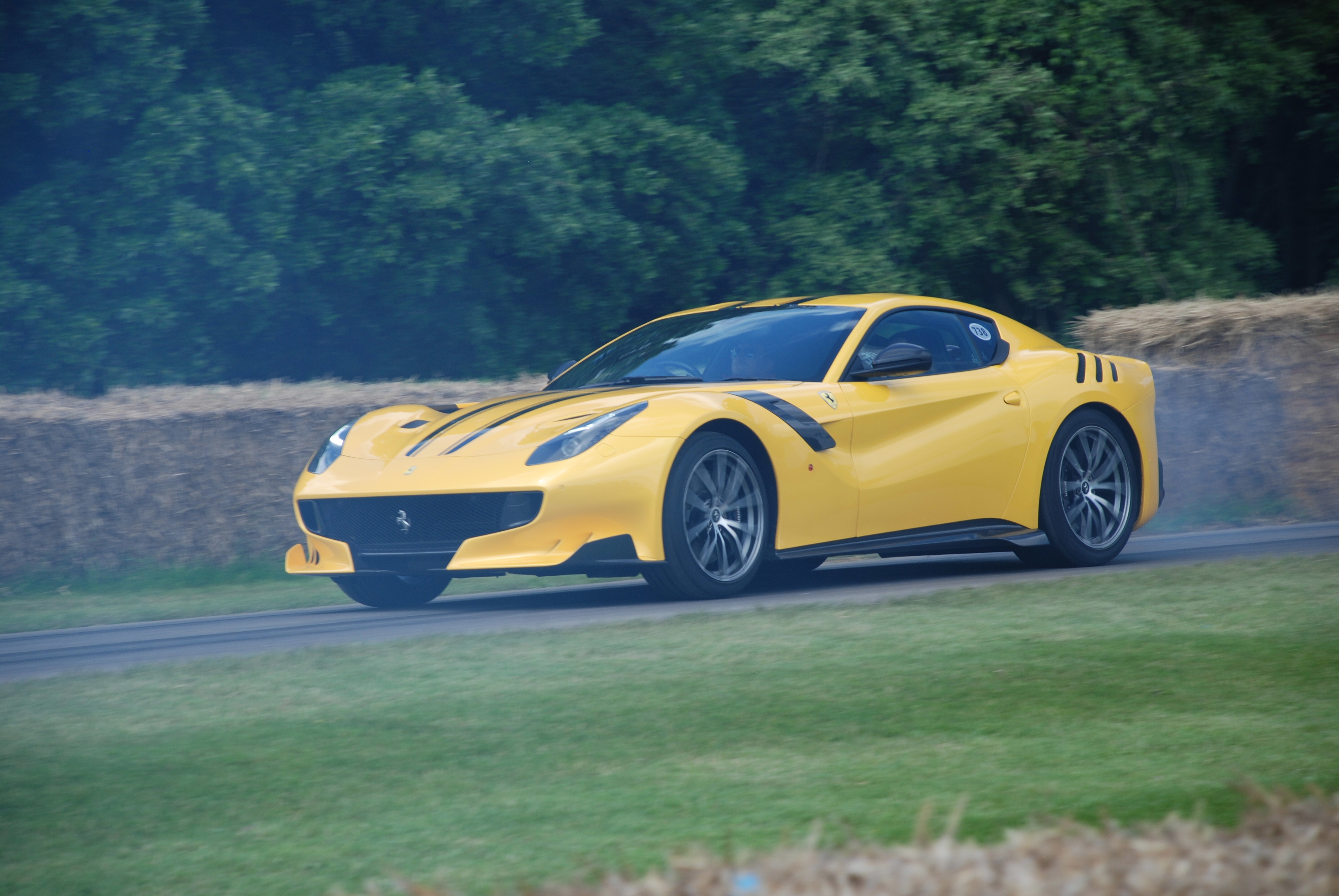
Ferrari F12tdf al Goodwood Festival of Speed del 2016

L'8 novembre 2015 ha debuttato la F12tdf. La sigla omaggia il Tour de France automobile, gara di durata che vide la Ferrari protagonista tra gli anni 1950 e 1960, trionfando più volte con la stirpe delle 250 GT Berlinetta (Tour de France e SWB). La vettura, prodotta in serie limitata di 799 esemplari, è equipaggiata da un motore (siglato F140 FG) che esprime una coppia massima di 705 Nm, lo stesso 6,3 litri aspirato con architettura V12 della F12berlinetta standard, ma ulteriormente potenziato a 780 CV (a 8.500 giri/min): esso le permette di accelerare da 0 a 100 chilometri all'ora in 2,9 secondi e le fa raggiungere una velocità massima di 340 chilometri all'ora; le servono solo 8 secondi per raggiungere i 200 orari. I consumi dichiarati sono di 15,4 litri di carburante per ogni 100 Km con delle emissioni di 360 grammi di CO2 per Km.

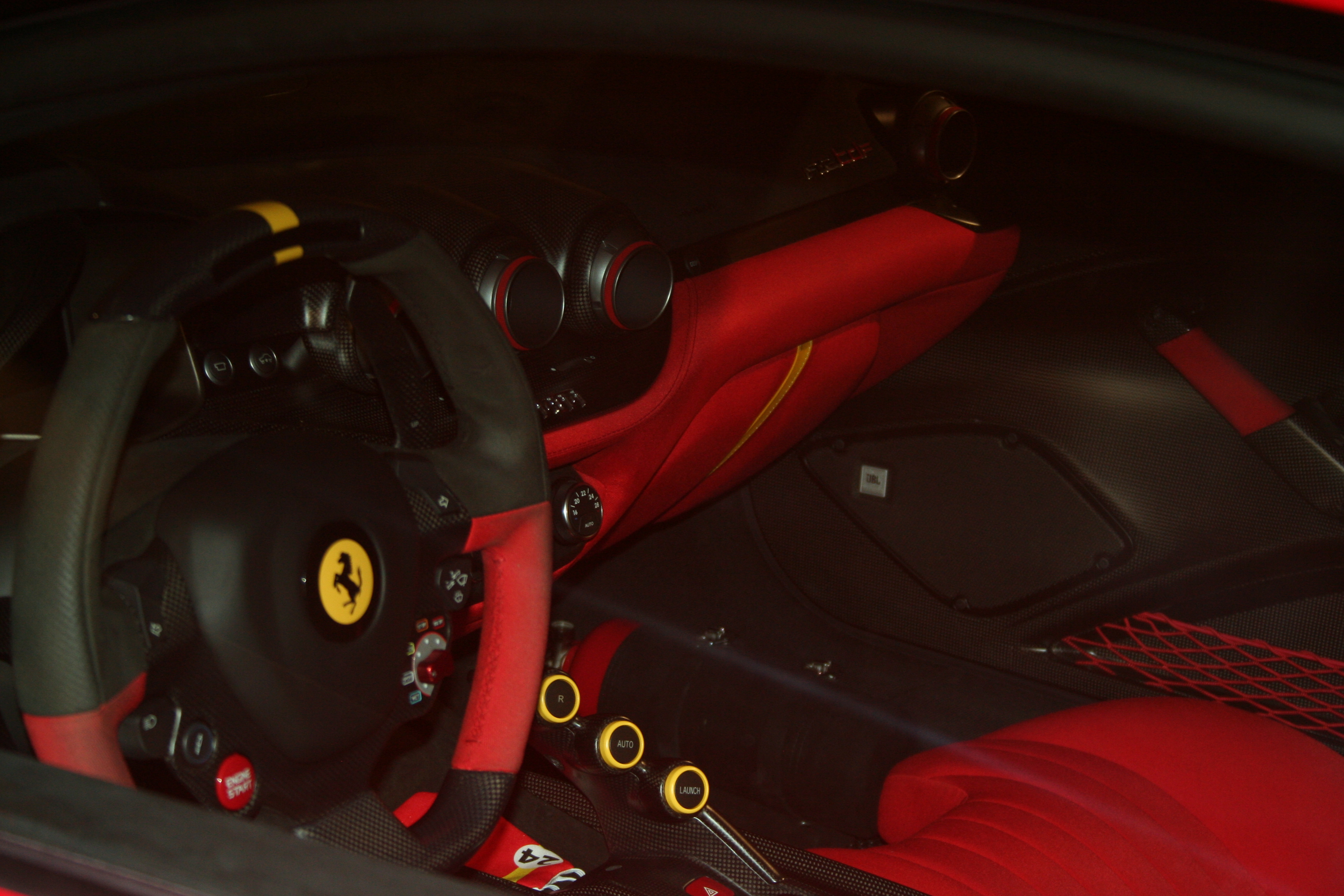
L'abitacolo della F12tdf

Rispetto alla versione standard inoltre la F12tdf monta gomme anteriori maggiorate dalla misura 255 alla 275. Migliorato è anche il coefficiente aerodinamico doppio rispetto alla F12 normale grazie allo spoiler frontale e alla modifica e alla diversa allocazione dello spoiler posteriore arretrato di 60 mm e alzato di 30 mm. Il modello porta inoltre al debutto il cosiddetto Passo Corto Virtuale (PCV), ovvero un sistema che permette anche alle ruote posteriori di ruotare in curva, migliorando la stabilità.

### SP 275 RW Competizione
Presentata sul circuito di Daytona, in Florida, nel dicembre 2016 in occasione delle Finali Ferrari, essa rappresenta un esemplare one-off richiesto e realizzato per un cliente dalla divisione operazioni speciali della casa di Maranello. La vettura presenta una carrozzeria che richiama nelle linee e nello stile della Ferrari 275 GTB/C (da cui prende ispirazione anche il nome), mentre la base tecnica e meccanica è quella della F12tdf.

## Confronto F12berlinetta/599 GTB Fiorano
| Modello         | Motore  | Cilindrata (cm³) | Potenza max (CV) | Coppia max (Nm) | Emissioni CO2 (g/km) | 0–100 km/h (secondi) | 0–200 km/h (secondi) | Velocità max (km/h) | Peso a secco (kg) | Consumo medio (km/l) | Tempo sul giro (circuito di Fiorano) (secondi) |
| F12berlinetta   | Benzina | 6.262            | 740              | 690             | 350                  | 3,1                  | 8,5                  | >340                | 1.525             | 6,6                  | 1'23"                                          |
| 599 GTB Fiorano | Benzina | 5.999            | 620              | 608             | 420                  | 3,7                  | 11                   | >330                | 1.580             | 5,6                  | 1'26,5"                                        |

## Riconoscimenti
La F12berlinetta ha ottenuto ottimi consensi da parte della stampa specializzata, che le hanno assegnato svariati riconoscimenti tra cui il "SuperCar of the Year" da parte di GQ, il "Best Cars" da parte della versione ceca di Auto Motor und Sport, l'"Engine of the Year" da parte della rivista Evo, il "Supercar of the Year" da parte del magazine Top Gear, il "Best Supercar and Luxury Car" da parte del Sunday Times Driving, quello di "Miglior vettura sportiva" da parte di Gulf Connoisseur, l'"AutoBild Design Award 2012" da parte dell'omonimo magazine ed il "Golden Steering Wheel" da parte di AutoBild e Bild Am Sonntag.
Il 28 maggio 2014 la vettura è stata premiata dall'ADI con il ventitreesimo Compasso d'oro, «per le sue forme fluenti e dinamiche e per l'uso innovativo di soluzioni aerodinamiche che creano un vero e proprio connubio di tecnologia e design».